# Енн-стріт (Мангеттен)
Енн-стріт (англ. Ann Street) — вулиця довжиною 3 квартали, розташована у фінансовому районі Нижнього Мангеттена. Проходить приблизно зі сходу на захід від Бродвею до Голд-стріт.

## Історія
Енн-стріт — одна з найстаріших вулиць Нью-Йорка, зображена на карті, створеній у 1728 році. Енн-стріт була названа на честь Енн Уайт, дружини забудовника і торговця капітана Томаса Вайта. Можливо, вона спонукала його назвати вулицю на її честь, тому що в дружин інших купців уже були вулиці, названі на їх честь. Вулиця відносно невелика і коротка порівняно з іншими вулицями нижнього Мангеттена, названими на честь дружин купців.
У місті було ще кілька вулиць під назвою Енн-стріт. Одна з них, прокладена між вулицями Рід і Франклін до 1797 року, пізніше стала вулицею В'язів. «Анна-стріт» також називалася приблизно в 1748 році частиною сучасної вулиці Вільяма. Сьогодні на Мангеттені є лише одна Енн-стріт.
У 1809 році Джон Скаддер, колишній моряк, заволодів «Колумбійською галереєю живопису та міським музеєм» Едварда Севіджа на Вотер-стріт і додав додаткові цікавинки.